# 国鉄ホキ6800形貨車
国鉄ホキ6800形貨車（こくてつホキ6800がたかしゃ）は、1964年（昭和39年）から製作された、セメントクリンカ専用の 35 t 積 貨車（ホッパ車）である。
私有貨車として製作され、日本国有鉄道（国鉄）に車籍編入された。1987年（昭和62年）4月の国鉄分割民営化後は日本貨物鉄道（JR貨物）に車籍を承継された。

## 概要
ホキ6800形はセメントクリンカ輸送用として1964年（昭和39年）から1979年（昭和54年）にかけて汽車製造、若松車輛、川崎重工業にて106両（ホキ6800 - ホキ6899、ホキ16800 - ホキ16805）が製作された。
セメントクリンカを専用種別とする貨車は、本形式とホキ6700形の2形式のみである。ホキ6700形が底開き式に対して、本形式は側開き式であった。
所有者は、三井セメント 1社のみであった。その後同社は三井鉱山（現日本コークス工業）へ社名変更をした。  
福岡県の金田駅を常備駅として、後藤寺線の船尾駅と鹿児島本線の外浜駅の間を原料輸送に運用された。
側開き式有蓋ホッパ車であり、荷役方式はホッパ上部の屋根扉より上入れ、自重落下式による下出し（レール外側）であった。上扉、下扉の開閉はエアーによる。開閉は1車のみならず編成単位で操作可能であった。
全長は10,600 mm、全幅は2,679 mm、全高は3,325 mm、台車中心間距離は6,500 mm、実容積は24.2 m3、自重は21.8 tで、換算両数は積車5.5、空車1.8、台車はベッテンドルフ式のTR41C、TR41E-13、TR225、TR213Cであった。
1987年（昭和62年）4月の国鉄分割民営化時には全車（106両）の車籍がJR貨物に継承されたが1989年（平成元年）10月に全車が一斉に廃車になり形式消滅した。

## 年度別製造数
各年度による製造会社と両数、所有者は次のとおりである。（所有者は落成時の社名）
- 昭和39年度 - 24両
  - 汽車製造 24両 三井セメント （ホキ6800 - ホキ6823）
- 昭和41年度 - 12両
  - 汽車製造 12両 三井セメント （ホキ6824 - ホキ6835）
- 昭和44年度 - 16両
  - 汽車製造 16両 三井セメント （ホキ6836 - ホキ6851）
- 昭和47年度 - 3両
  - 若松車輌 3両 三井セメント （ホキ6852 - ホキ6854）
- 昭和48年度 - 6両
  - 若松車輌 6両 三井セメント （ホキ6855 - ホキ6860）
- 昭和52年度 - 20両
  - 若松車輌 20両 三井鉱山 （ホキ6861 - ホキ6880）
- 昭和53年度 - 4両
  - 若松車輌 4両 三井鉱山 （ホキ6881 - ホキ6884）
- 昭和54年度 - 21両
  - 川崎重工業 11両 三井鉱山 （ホキ6885 - ホキ6895）
  - 若松車輌 10両 三井鉱山 （ホキ6896 - ホキ6899、ホキ16800 - ホキ16805）